# 667 Denise
A 667 Denise egy a Naprendszer kisbolygói közül, amit August Kopff fedezett fel 1908. július 23-án.